# Товне
Товне́ (фр. Thauvenay) — коммуна во Франции, находится в регионе Центр. Департамент — Шер. Входит в состав кантона Сансер. Округ коммуны — Бурж.
Код INSEE коммуны — 18262.
Коммуна расположена приблизительно в 180 км к югу от Парижа, в 100 км юго-восточнее Орлеана, в 45 км к северо-востоку от Буржа.

## Население
Население коммуны на 2008 год составляло 347 человек.
| 1962 | 1968 | 1975 | 1982 | 1990 | 1999 | 2008 |
| ---- | ---- | ---- | ---- | ---- | ---- | ---- |
| 250  | 255  | 293  | 274  | 295  | 302  | 347  |

## Администрация
| Период | Период | Фамилия       | Партия | Примечания |
| ------ | ------ | ------------- | ------ | ---------- |
| 2006   | 2008   | Серж Лалу     |        |            |
| 2008   | 2014   | Бенуа де Шуло |        |            |

## Экономика

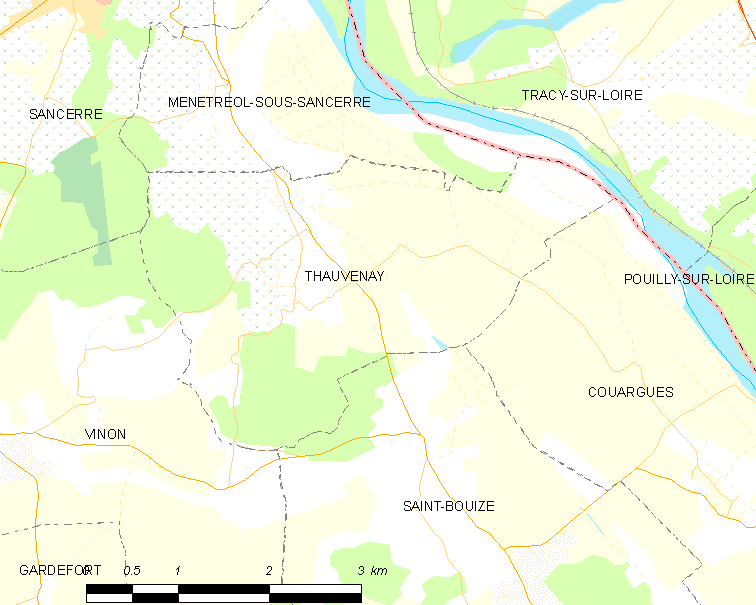
Карта коммуны

В 2007 году среди 209 человек в трудоспособном возрасте (15-64 лет) 156 были экономически активными, 53 — неактивными (показатель активности — 74,6 %, в 1999 году было 66,0 %). Из 156 активных работали 149 человек (78 мужчин и 71 женщина), безработных было 7 (4 мужчины и 3 женщины). Среди 53 неактивных 19 человек были учениками или студентами, 18 — пенсионерами, 16 были неактивными по другим причинам.